# Josua Maaler

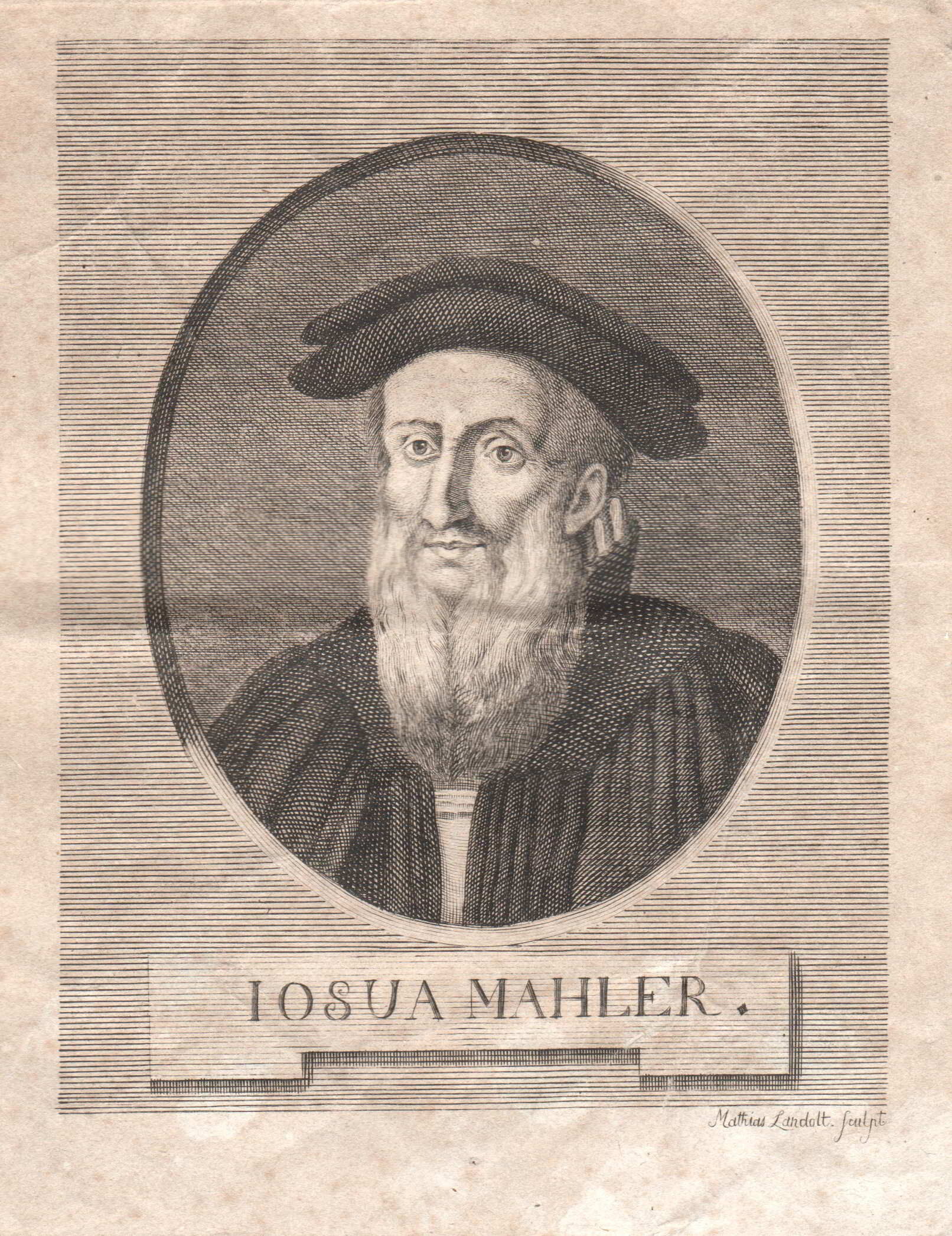
Josua Maaler (1529–1599)

Josua Maaler oder Maler, latinisiert Josua Pictorius (* 15. Juni 1529 in Zürich; † 5. Juni 1599 in Glattfelden), war ein Schweizer Pfarrer und Lexikograph. Er ist der Verfasser des ersten auf die deutsche Sprache fokussierten Wörterbuchs.

## Leben
Josua Maaler wurde 1529 in Zürich geboren. Sein Vater, Balthasar Maaler, war ein Buchbinder aus Villingen im Schwarzwald, der sich 1524 in Zürich niedergelassen hatte; seine Mutter, Küngolt von Grafeneck, war vor der Reformation Äbtissin von Königsfelden. Josua Maaler studierte in Zürich, Lausanne und Oxford Theologie. Er wurde am 4. März 1552 zum Pfarrer in Witikon gewählt; schon 1553 zog er weiter nach Elgg, wo er sein Wörterbuch Die Teütsch Spraach verfasste, und 1571 wurde er Pfarrer in Bischofszell. 1582 trat Maaler eine Pfarrstelle in der Stadt Winterthur an; hier engagierte er sich für die Erneuerung des Schulwesens, insbesondere der Mädchenschule. 1598 wechselte er nach Glattfelden, wo er 1599 starb.

## Werk
Maalers Wörterbuch Die Teütsch spraach, gedruckt 1561 in Zürich, ist das erste grosse deutsche Wörterbuch, das in der Lemmatisierung konsequent von der deutschen Sprache ausgeht. Zwar gab es schon vorher mit Petrus Dasypodius’ Dictionarium Latinogermanicum von 1536 und Johannes Fries’ Novum Dictionariolum puerorum Latinogermanicum von 1556 Wörterbücher mit einem deutsch-lateinischen Teil; Maalers Werk wies jedoch mit seinen 1071 Seiten einen beträchtlich grösseren Umfang als die beiden genannten auf und war das erste grosse auf die deutsche, nicht lateinische Sprache fokussierte Wörterbuch; der Titelbestandteil dergleychen bishär nie gesähen bezieht sich damit auf diese beiden Gegebenheiten. Anders als Fries, der bewusst sowohl regional-schweizerischen als auch solchen der ausserschweizerischen Gemeinsprache einbezog, erarbeitete Maaler ein Wörterbuch für den oberdeutschen beziehungsweise schweizerischen Sprachraum, was auch im lateinischen Titel (Linguæ Teutonicæ, superioris praesertim, thesaurus «Sprachschatz der deutschen Zunge, besonders der oberdeutschen») und in der Einleitung (Germaniæ linguæ dictiones, à superioribus Germanis et Heluetijs usurpatæ «die Ausdrücke der deutschen Sprache, wie sie von den Oberdeutschen und den Schweizern gebraucht werden») zum Ausdruck gebracht wird.
Die Teütsch spraach stellt im Wesentlichen eine Umsortierung der Vorlage des lateinisch-deutschen Wörterbuchs Dictionarium Latino-Germanicum von Johannes Fries dar, der wiederum das lateinisch-französische Dictionarium seu Linguae Latinae Thesaurus von Robert Estienne verarbeitete. Im Weiteren lassen sich Einflüsse aus Conrad Gessners Wortsammlungen nachweisen. Hintergrund für die Schaffung des Wörterbuchs war der humanistische Gedanke, die vaterländische Sprache zu ehren. Maalers Die Teütsch spraach ist hierfür ein wichtiges historisches Zeugnis. Dem Autor selbst scheint die Arbeit allerdings wenig bedeutet zu haben; in seiner Autobiographie erwähnt er sie nicht, und aus dem Vorwort geht hervor, dass er sie in erster Linie auf Drängen von Christoph Froschauer, Conrad Gessner und Johannes Fries gemacht hat.

## Rezeption
Von Maalers Teütscher spraach gibt es weder Neuauflagen noch Nachdrucke. Ob das daran liegt, dass das Wörterbuch zu sehr von Fries und Estienne abhängig oder aber sprachlich zu stark auf die Schweiz begrenzt war, muss dahingestellt bleiben. Gesichert ist jedoch sein Einfluss sowohl auf die spätere deutsche als auch auf die zeitgenössische niederländische Lexikographie. Von den deutschen Lexikographen wurde sie insbesondere von Kaspar Stieler ausgewertet, weniger von Johann Leonhard Frisch und vermutlich auch von Justus Georg Schottel; in den Niederlanden wurde sie von Cornelius Kiliaan benutzt. Am bedeutendsten aber ist, dass Maalers Wörterbuch die direkte Vorlage und die bedeutendste Quelle für das erste wichtige niederländische Wörterbuch war, den dreisprachigen Thesaurus Theutonicae linguae von 1573.

## Publikationen
- Die Teütsch spraach. Alle wörter, namen und arten zuo reden in Hochteütscher spraach, dem ABC nach ordenlich gestellt unnd mit guotem Latein gantz fleissig unnd eigentlich vertolmetscht, dergleychen bißhär nie gesähen / Dictionarium germanicolatinum novum. Hoc est, Linguae Teutonicae, superioris praesertim, thesaurus / durch Josua Maaler, Burger zuo Zürich = a Iosua Pictorio Tigurino confectus & in lucem nunc primum editus. Mit Vorrede von Conrad Gessner. Christophorus Froschouerus, Tiguri 1561. Nachdruck: Olms, Hildesheim 1971. doi:10.3931/e-rara-9034, (Google-Books).
- o. V. (Hrsg.): Bruchstüke aus dem Leben Josua Mahlers als ein Beytrag Sitten und Denkensart jener Zeiten kennen zu lernen. In: Helvetischer Calender 1797, Heft 2, S. 57–82 (Digitalisat der Bayerischen Staatsbibliothek München).
- Johann Georg Müller (Hrsg.): Josua Maaler. In: Bekenntnisse merkwürdiger Männer von sich selbst 6 (1810), S. 187–464 (Digitalisat der Bayerischen Staatsbibliothek München), (Google-Books).
- Heinrich Bruppacher: Josua Maler. Selbstbiographie eines Zürcherischen Pfarrers aus der zweiten Hälfte des 16. Jahrhunderts. In: Zürcher Taschenbuch 1885, S. 123–214 (Digitalisat) und 1886, S. 125–203 (Digitalisat). [Teiledition einer Beschreibung der Reise nach Oxford und der Autobiographie].